# Bildstock (Hammelburg, Steinthal, D-6-72-127-64)

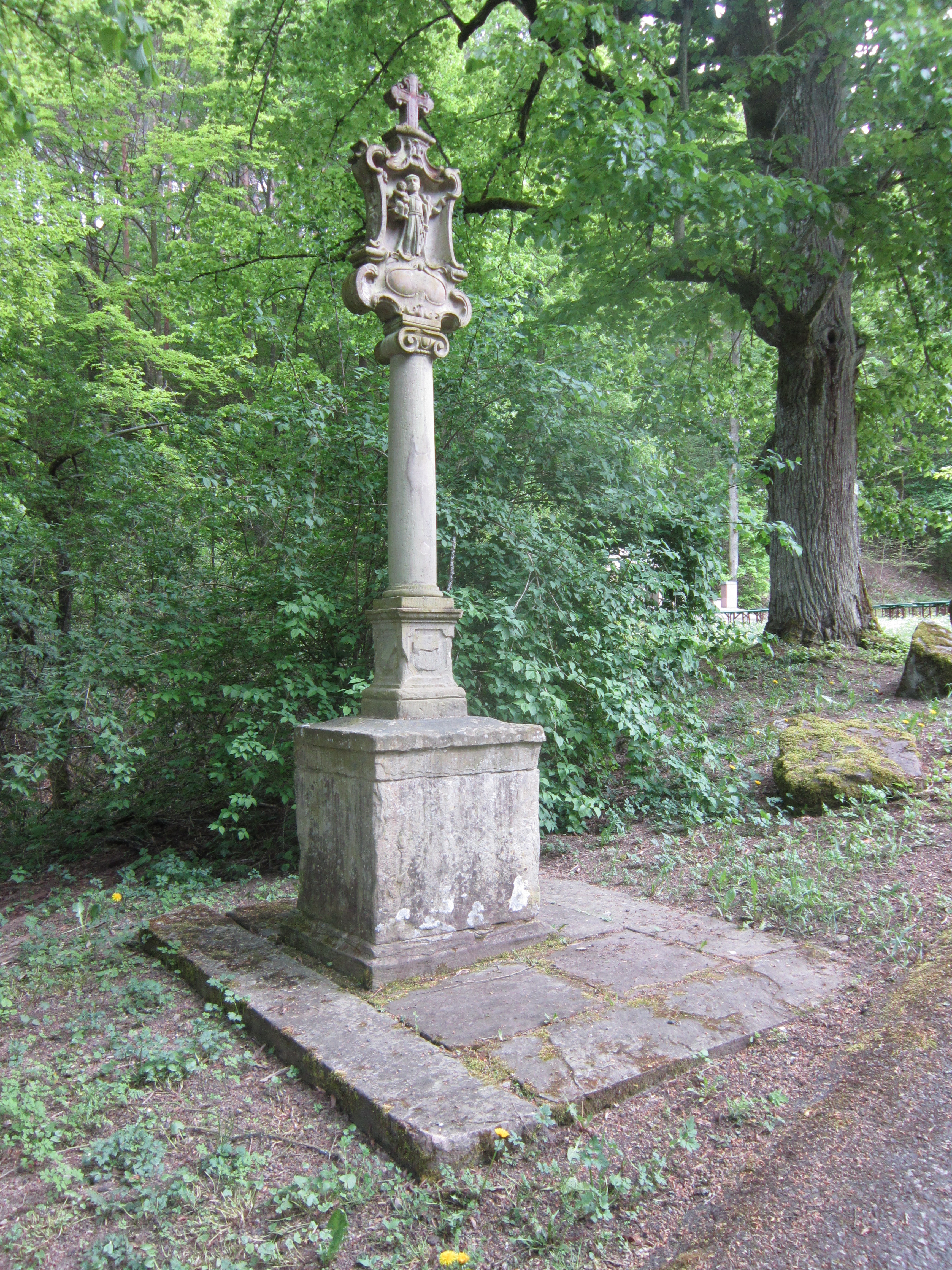
Bildstock, Hammelburg, Steinthal, D-6-72-127-64

Der Bildstock Steinthal, D-6-72-127-64 ist ein Flurdenkmal in der Kleinstadt Hammelburg im unterfränkischen Landkreis Bad Kissingen. Er befindet sich bei der Steinthalkapelle. Der Bildstock gehört zu den Baudenkmälern von Hammelburg und ist unter der Nummer D-6-72-127-64 in der Bayerischen Denkmalliste registriert.

## Beschreibung
Der 340 cm hohe Bildstock besteht aus gelbem Sandstein und entstand in der zweiten Hälfte des 18. Jahrhunderts.
Der Sockel hat die Abmessungen 91 cm × 78 m × 73 cm. Die Rundsäule hat einen Durchmesser von 62 cm und ist mit Voluten und einem prismatischen Fuß ausgestattet. Das Kapitell hat die Abmessungen 86 cm × 24 cm × 12 cm und ist mit einer Rokokoumrahmung ausgestattet. Die Inschrift ist nur teilweise erhalten: „GOTT UND SEINEN HEILIGEN.....“.
Während Karl Stöckner die im Halbrelief dargestellte Figur für den hl. Franziskus hiel, handelt es sich wohl um Antonius von Padua.
Im April 2008 wurde der Bildstock renoviert und im August 2014 neu geweiht.